# Eclissi solare dell'11 luglio 2029
L'eclissi solare dell'11 luglio 2029 è un evento astronomico che avrà luogo il suddetto giorno attorno alle ore 15:37 UTC.

## Simulazione zona d'ombra